# كريس سميث (لاعب كرة سلة)
كريس سميث (31 مارس 1939 في الولايات المتحدة - ) (بالإنجليزية: Chris Smith) هو لاعب كرة سلة أمريكي في مركز الوسط.

## وصلات خارجية
- كريس سميث على موقع سبورتس رفرنس (الإنجليزية)
- كريس سميث على موقع كلية كرة السلة في سبورتس رفرنس.كوم (الإنجليزية)
- كريس سميث على موقع ريلجم (الإنجليزية)